# Седжуик (Канзас)
Се́джуик — город США, штата Канзас, расположенный в двух округах: Харви и Седжуик. По состоянию на 2010 год, население города составляет 1695 человек.

## История
До прихода европейцев земля Канзаса была населена индейскими племенами. В 1803 году большая часть современного Канзаса перешла к США в рамках покупки Луизианы. В 1861 году Канзас стал 34-м штатом США. В 1867 году был основан округ Седжуик. В 1872 году был основан округ Харви.
Город Седжуик (как и округ) был назван в честь Джона Седжвика, генерал-майора армии северных штатов времён Гражданской войны.